# بازپسگیری شروان (۱۶۰۷–۱۶۰۶)
بازپسگیری شروان در سال ۱۶۰۶–۱۶۰۷ میلادی در طی جنگ ایران و عثمانی (۱۶۱۸–۱۶۰۳) رخ داد. صفویان کنترل شروان را طی عهدنامه فرهاد پاشا در سال ۱۵۹۰ از دست داده بودند. شاه عباس در زمستان ۱۶۰۶ به شروان حمله کرد. به زودی دربند و باکو به دلیل شورش‌ها علیه عثمانی به دست ایران افتادند و در بهار ۱۶۰۷ نیز شماخی، مرکز شروان، با موفقیت فتح شد. صفویان با فتح دوباره شروان همه سرزمین‌هایی را که در قرارداد ۱۵۹۰ از دست داده بودند، به دست آوردند. 
{{}}